# Lonnie Mack
Lonnie Mack (West Harrison, 1941. július 18. – Nashville, 2016. április 21.) amerikai gitáros, énekes, dalszerző.

## Pályafutása
Az Indiana állambeli Dearborn megyében, West Harrison településen született. Édesanyja 5 éves korától az tanította gitározni. Tinédzser korában kezdett professzionálisan játszani Indiana, Kentucky és Ohio környékén klubokban. 1958-ban vásárolt egy Gibson Flying V 7-es hangszert. Olyan blues- és R&B zenészekkel készített felvételeket, mint Hank Ballard, Freddie King és James Brown.
Zenéje valahol a blues, a rock, a soul és a country között helythető el. Az 1960-as évek eleji gitárjátékát a későbbi blues-rock stílusának megalapozójaként tartják számon. Olyan híres gitárosokra hatott, mint Eric Clapton, Keith Richards, Jimmy Page és Stevie Ray Vaughan.
Lonnie Mack több mint fél évszázados pályafutását hullámvölgyek és hullámhegyek, váltakozó blues és country szakaszok jellemezték. Legsikeresebb időszakait az 1960-as évek első felében és az 1980-as évek közepén érte el, főleg a blues-rockban.

## Stúdióalbumok
- 1969: Glad I’m in the Band
- 1969: Whatever’s Right
- 1971: The Hills of Indiana
- 1973: Duelling Banjos
- 1977: Home at Last
- 1978: Lonnie Mack with Pismo
- 1980: South – First Edition
- 1986: Second Sight
- 1988: Roadhouses and Dance Halls

### Live
- 1990: Live! Attack of the Killer V
- 1998: Live at Coco’s

## Díjak
- 2001: International Guitar Hall of Fame
- 2005: Rockabilly Hall of Fame
- 2006: The Southern Legends Entertainment & Performing Arts Hall of Fame
- 2012: a Rolling Stone „20 ikonikus gitár” című cikkében szerepel a "„Number 7”-ben

## Filmek
- Lonnie Mack az IMDb-n

## További információ
- Hivatalos oldal
- Lonnie Mack a Facebookon
- Lonnie Mack az Internet Movie Database-ben (angolul)
- Lonnie Mack a Rotten Tomatoeson (angolul)